# Тобахча
Тобахча (груз. ტობახჩა) — село в Грузії.
За даними перепису населення 2014 року в селі проживає 28 осіб.